# Trajczo Trajkow
Trajczo Dimitrow Trajkow, bułg. Трайчо Димитров Трайков (ur. 19 kwietnia 1970 w Sofii) – bułgarski ekonomista i polityk, w latach 2009–2012 minister gospodarki, energetyki i turystyki w rządzie Bojka Borisowa.

## Życiorys
Ukończył anglojęzyczną szkołę średnią w Sofii (1989), a w 1994 studia z zakresu międzynarodowych stosunków gospodarczych na stołecznym Uniwersytecie Gospodarki Narodowej i Światowej. Naukę kontynuował w Austrii i Niemczech, gdzie ukończył kursy specjalistyczne z zakresu analizy finansowej i zarządzania. Następnie pracował jako konsultant w sektorze prywatnym. W 2005 zatrudniony w bułgarskim oddziale austriackiego koncernu EVN AG, jednego z największych europejskich eksporterów wyrobów elektrycznych.
Po wyborach parlamentarnych w 2009, kiedy rządzącą koalicję socjalistów z liberałami pokonał centroprawicowy GERB, otrzymał propozycję wejścia do rządu Bojka Borisowa. Został ministrem gospodarki, energetyki i turystyki, chociaż wcześniej do objęcia tego stanowiska przewidziany był Biser Boew. Jego nominację skomentowano jako promocję dobrze wykształconych i niezależnych przedsiębiorców. Podał się do dymisji w marcu 2012 na wniosek premiera po uznanym za nieudane forum biznesu w Katarze.
Od 2013 był związany z Blokiem Reformatorskim. Został wybrany na radnego Sofii. W 2016 ogłoszono go kandydatem bloku w wyborach prezydenckich. W pierwszej turze otrzymał 5,9% głosów, zajmując 6. miejsce.